# پای شیر پاجوش‌دار
پای شیر پاجوش‌دار (نام علمی: Alchemilla surculosa) یک گونه از سرده پای شیر از خانواده یا تیرهٔ گلسرخیان است.